# Sósliget
Sósliget (1899-ig Sós-Lehota, szlovákul: Slaná Lehota) Poltár városrésze, 1964-ig önálló község Szlovákiában, a Besztercebányai kerületben, a Poltári járásban.

## Fekvése
Losonctól 22 km-re, északkeletre található. Sósliget területe 3,7049 km², egyike Poltár három kataszteri területének. A városközponttól 3 kilométerre északra fekszik, a Poltarica-patak völgyében.

## Története
A település a 14. század második felében keletkezett. 1573-ban "Soos Lehota" néven említik először. A füleki váruradalom része volt. 1554 és 1593 között a török hódoltsághoz tartozott. 1598-ban a Soós család birtoka, majd 1742 és 1848 között a Géczí családé tulajdonában találjuk. 1828-ban 23 házában 130 lakos élt. Lakói főként fazekassággal foglalkoztak, az 1870-es évektől sokan a poltári kerámiagyárban dolgoztak.
Vályi András szerint "Sós Lehota. Magyar falu Nógrád Várm. földes Urai több Uraságok, lakosai katolikusok, és másfélék, fekszik Losonczhoz két mértföldnyire, határja meg lehetős, vagyonnyai középszerűek."
Fényes Elek szerint "Sós-Lehota, tót falu, Nográd vgyében, 6 kath., 224 evang. lak. Ut. p. Losoncz."
Nógrád vármegye monográfiája szerint "Sósliget. (Azelőtt Sós-Lehota.) Gömör vármegye határán fekvő kisközség. Házainak száma 40, lakosaié 244, a kik tótajkúak és evangélikus vallásúak. Postája Poltár, távírója és vasúti állomása azonban helyben van. A középkorban Lehota néven említik az oklevelek. 1435-ben Fülek várának tartozékai között szerepel. 1548-ban Soós Tamás volt a földesura. A füleki szandzsák 1575. évi fejadószámadáskönyveiben a divényi nahije községei között találjuk, 4 adóköteles házzal. 1598-ban Soós Gábor volt a földesura. 1715-ben egy magyar és öt tót, 1720-ban egy magyar és négy tót háztartását írták össze. A XVIII. század első felében a Poltári Soós család leányági leszármazói, a Garamszeghi Géczyek, 1770-ben pedig a Moszticzky család és Géczy Gábor voltak az urai. Az itteni evangélikus templom a XIX. század első éveiben épült."
A trianoni békeszerződésig Nógrád vármegye Losonci járásához tartozott.

## Népessége
1910-ben 256, túlnyomórészt szlovák lakosa volt.
1921-ben a 3,72 km²-es területű, a Rimaszombati járáshoz tartozó községet 235-en lakták; valamennyien szlovák nemzetiségűek, túlnyomó többségük (228-an) evangélikus vallású.

## Nevezetességei
- Evangélikus temploma 1891-ben épült neoklasszicista stílusban.

## Külső hivatkozások
- Poltár város hivatalos oldala
- E-obce.sk Archiválva 2008. február 23-i dátummal a Wayback Machine-ben
- Sósliget Szlovákia térképén